# Chowder (animatieserie)
Chowder is een Amerikaanse geanimeerde televisieserie gemaakt door C.H. Greenblatt voor Cartoon Network.
Chowder ging in première op 2 november 2007 en liep drie seizoenen met in totaal 49 afleveringen. Het ontving overwegend positieve recensies, evenals een Primetime Emmy Award-overwinning, zes Annie Award-nominaties en twee extra Emmy Award-nominaties tijdens de uitvoering. De finale, "Chowder Grows Up", werd uitgezonden op 7 augustus 2010.

## Personages
Elk personage is vernoemd naar een soort voedsel of gerecht.

### Hoofdpersonen
- Chowder (ingesproken door Nicky Jones): Een 12-jarige mollige paarse kat-beer-konijn-hybride die als leerling dient onder de chef-kok Mung Daal. Chowder woont samen met Mung Daal en zijn vrouw, Truffels. Chowder wil een geweldige chef worden, maar is erg impulsief en verstrooid en geeft vaak toe aan zijn driften.

## Productie

### Ontwikkeling
Tijdens de periode waarin hij aan Nickelodeons SpongeBob SquarePants werkte, had Greenblatt verschillende personages geschetst voor zijn eigen concept van een animatieserie. Greenblatt baseerde de premisse oorspronkelijk op het idee een verhaal over een tovenaarsleerling, zoals Merlijn de Tovenaar. Chowder zelf werd ontwikkeld zonder specifieke soort in gedachten.
Greenblatt legde het concept halverwege 2000 voor aan Cartoon Network, toen hij begon te werken als schrijver voor De Grimmige Avonturen van Billy en Mandy, en twee jaar later werd de serie goedgekeurd met nog een jaar voor productie voordat de pilot-aflevering werd uitgezonden. Greenblatt schat dat hij ongeveer zeven jaar aan Chowder heeft gewerkt voordat de show in 2007 werd uitgezonden.

### Formaat
Afleveringen worden geproduceerd in seizoenen die bestaan uit twintig afleveringen van 24 minuten. Afleveringen kunnen worden gekocht bij de iTunes Store in de Verenigde Staten. Afleveringen zijn in de VS ook beschikbaar op de website van Cartoon Network.
De show staat bekend om de grote verscheidenheid aan media die in verschillende afleveringen worden gebruikt. Deze omvatten animatie met aquarellen en inkt en verf, naast de klassieke cartoonstijl. Het maakt ook gebruik van stop-motion met echt eten, actiefiguren en klei; live-actiescènes met de stemacteurs van de show en poppen; zowel marionet als handbediend. Dit werd ook wel eens gebruikt in Courage het bange hondje.